# Henry Lacoste
Henry Lacoste (Doornik, 16 januari 1885 – Oudergem (Brussel), 28 april 1968) was een Belgisch architect die een originele bijdrage leverde aan de architectuur in het interbellum.
Lacoste werd opgeleid in de traditie van de École des Beaux-Arts van Parijs en raakte geboeid door architectuurgeschiedenis en archeologie. Het verleden vormde voor hem een inspiratiebron in het onderwijs en hij verwierp hiermee het anti-historische en normatieve karakter van de Moderne Beweging. Hij was leraar aan de Academie van Brussel en oefende een grote invloed uit op de generatie die na de Tweede Wereldoorlog van start ging.
Lacoste was de zoon van een siersmid-slotenmaker, die hem in de ambachtelijke praktijk inwijdde. Hij studeerde aan de academie van Brussel (1904-08) en aan de École des Beaux Arts van Parijs (atelier Henri Deglane), waar hij in 1914 het diploma architectuur behaalde. Hij vertrok nadien naar Griekenland met de École française d'Athènes en nam deel aan de opmeting van de Apollotempel in Delphi (1913-1914). In het kader van de Mission Dhuicque voerde hij tijdens de oorlog opmetingen uit van tal van oude gebouwen die vernietigd dreigden te worden. 
Lacoste ontwierp twee mijnkathedralen in de Limburgse mijnstreek. Tussen 1937 en 1941 werd de Sint-Albertuskerk gebouwd te Zwartberg (Genk) en tussen 1939 en 1943 werd de Sint-Theodarduskerk gebouwd te Beringen-Mijn. Hij ontwierp tevens het gebouw van de Koningin Elisabeth Stichting, het Paviljoen van het Katholieke leven op de Wereldtentoonstelling van 1935, het RTT-tehuis in de Karthuizerduinen te Oostduinkerke (1949) evenals de Sint-Aybertkerk (1924-1926), het gemeentehuis van Bléharies (provincie Henegouwen), het verdwenen preventorium Frans Eyckmans in De Haan (1926), met als initiatiefnemer de "Compensatiekas voor Gezinsvergoedingen De Familie", en zijn eigen woning in Oudergem, gebouwd tussen 1926 en 1928, dat een staalkaart van zijn kennis is.

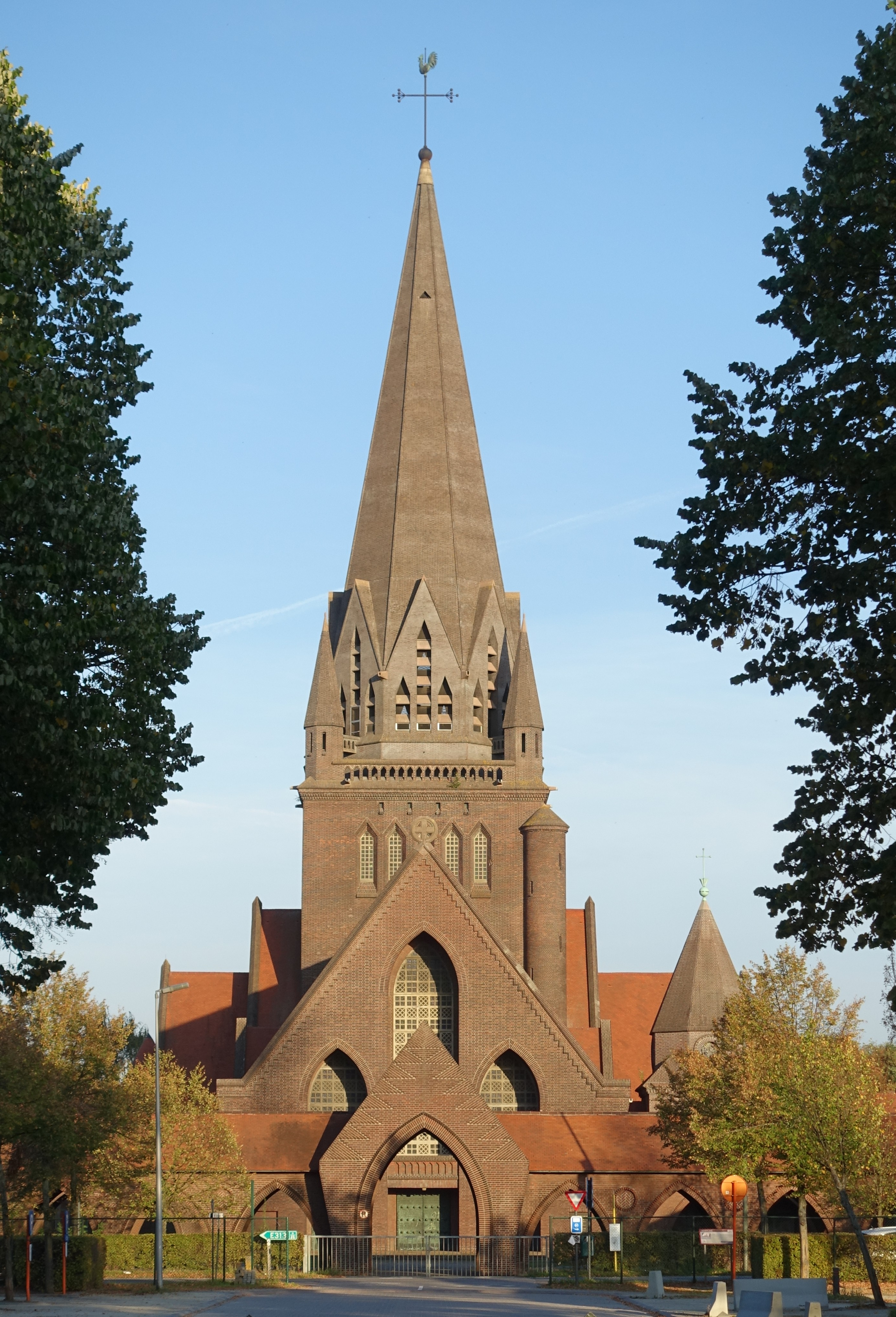
Sint-Theodarduskerk (Beringen-Mijn)
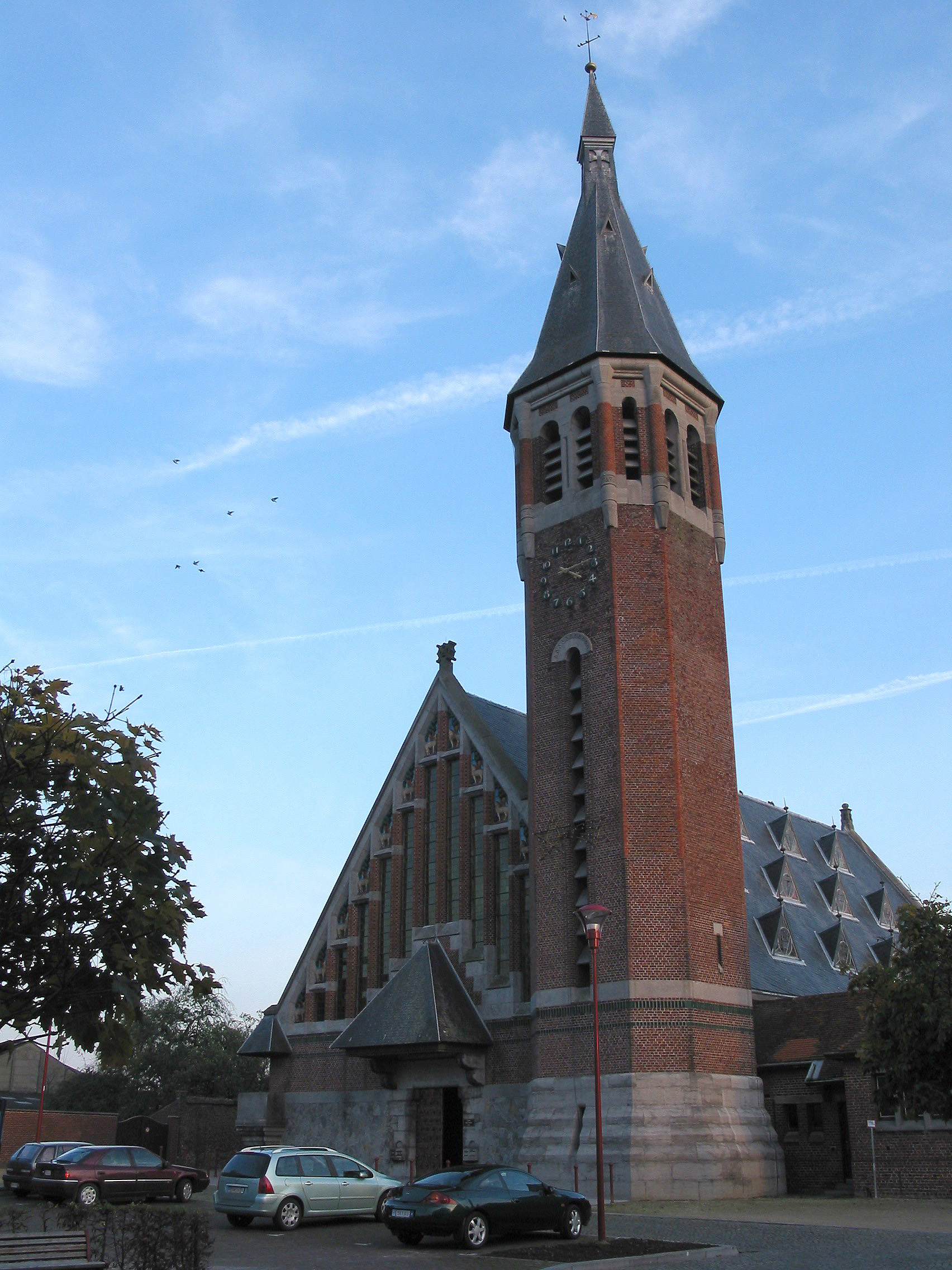
Sint-Aybertkerk (Bléharies)
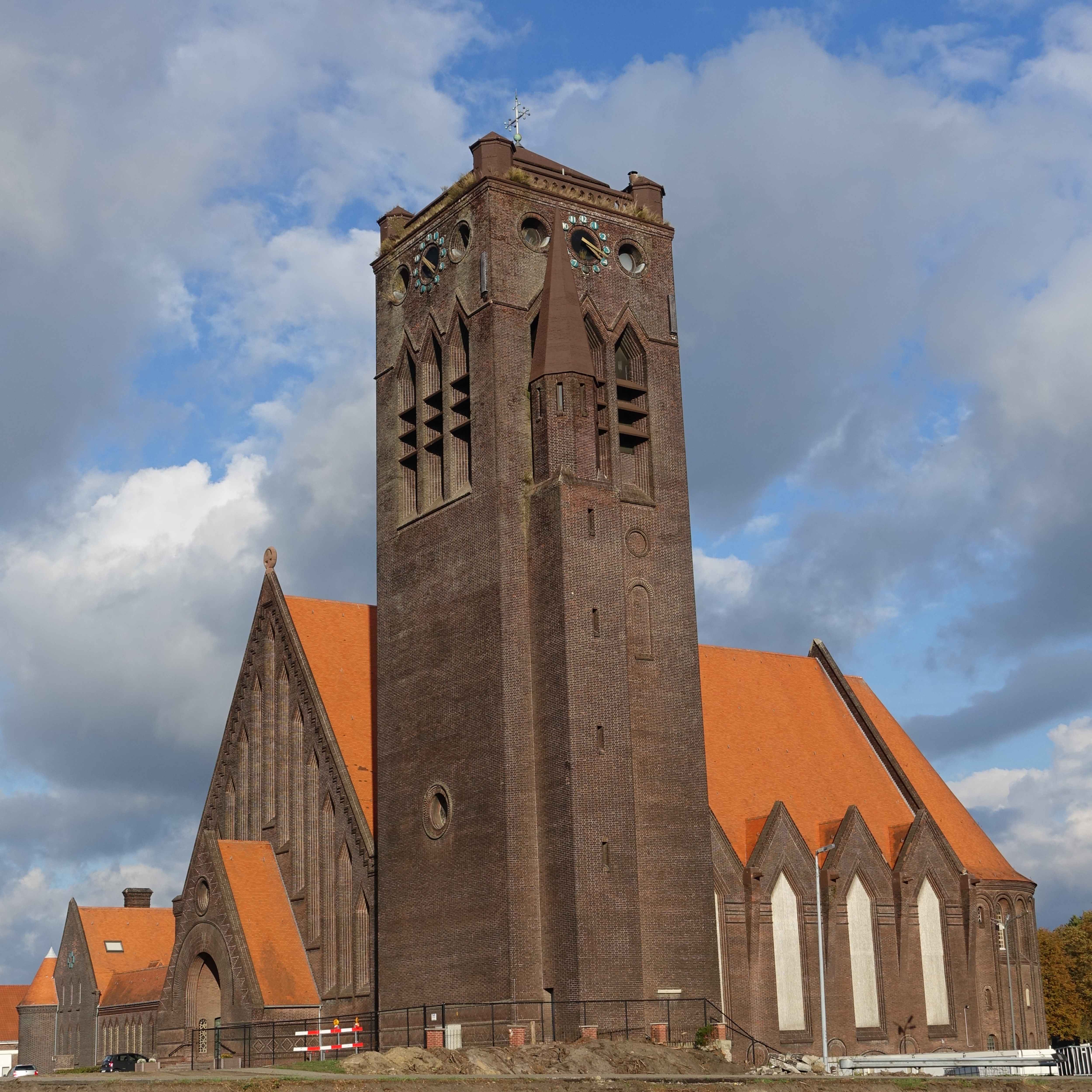
Sint-Albertuskerk (Zwartberg)
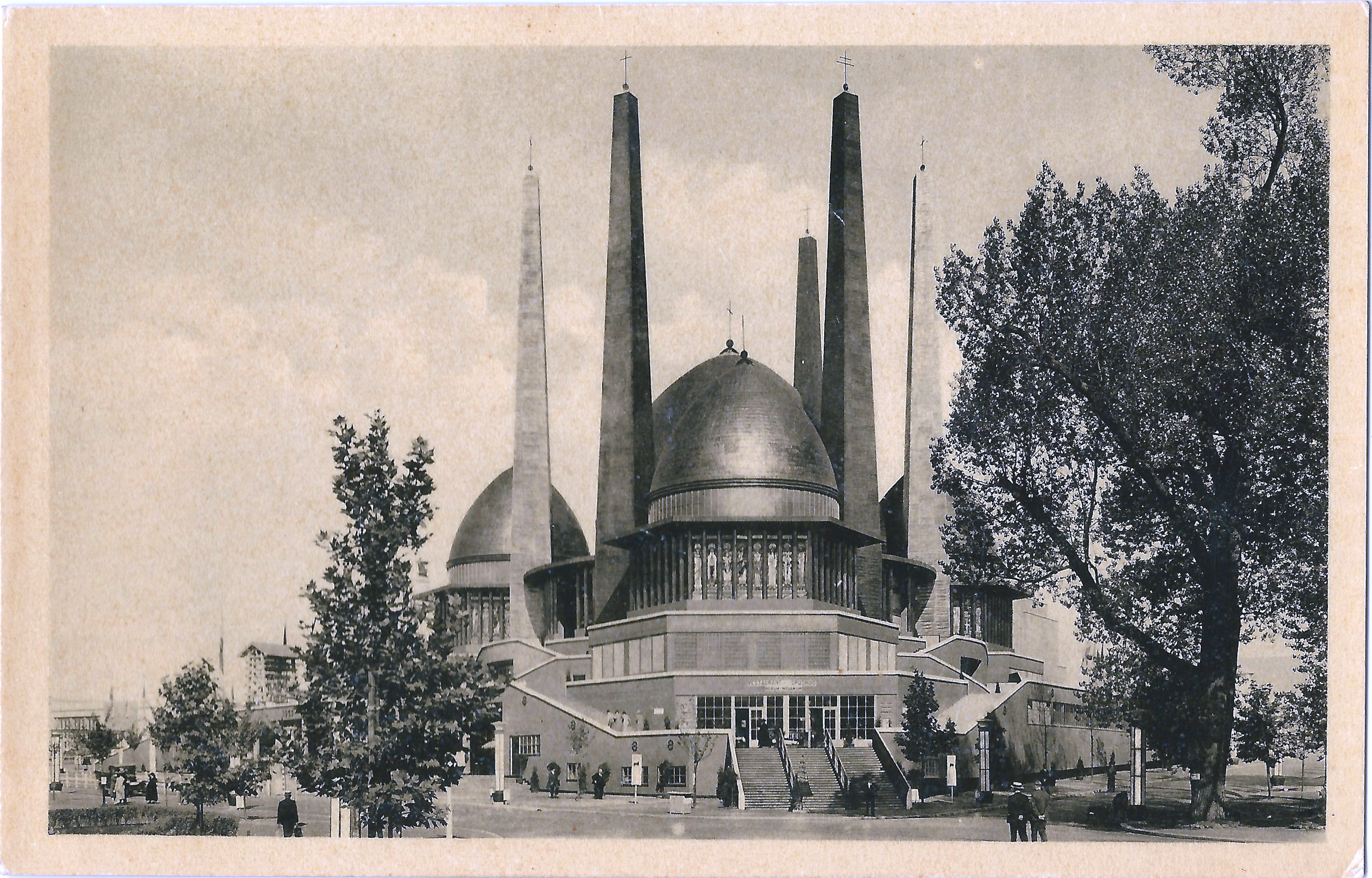
Paviljoen van het Katholieke leven (Expo 1935)